# Czerwonka (gmina)
Czerwonka (daw. gmina Perzanowo) – gmina wiejska w województwie mazowieckim, w powiecie makowskim. W latach 1975–1998 gmina położona była w województwie ostrołęckim.
Oficjalna siedziba gminy to Czerwonka (nie istnieje taka miejscowośc), choć urząd gminy znajduje się we wsi Czerwonka Włościańska.
Według danych z 30 czerwca 2004 gminę zamieszkiwało 2630 osób.

## Struktura powierzchni
Według danych z roku 2002 gmina Czerwonka ma obszar 110,59 km², w tym:
- użytki rolne: 55%
- użytki leśne: 42%

Gmina stanowi 10,39% powierzchni powiatu.

## Demografia

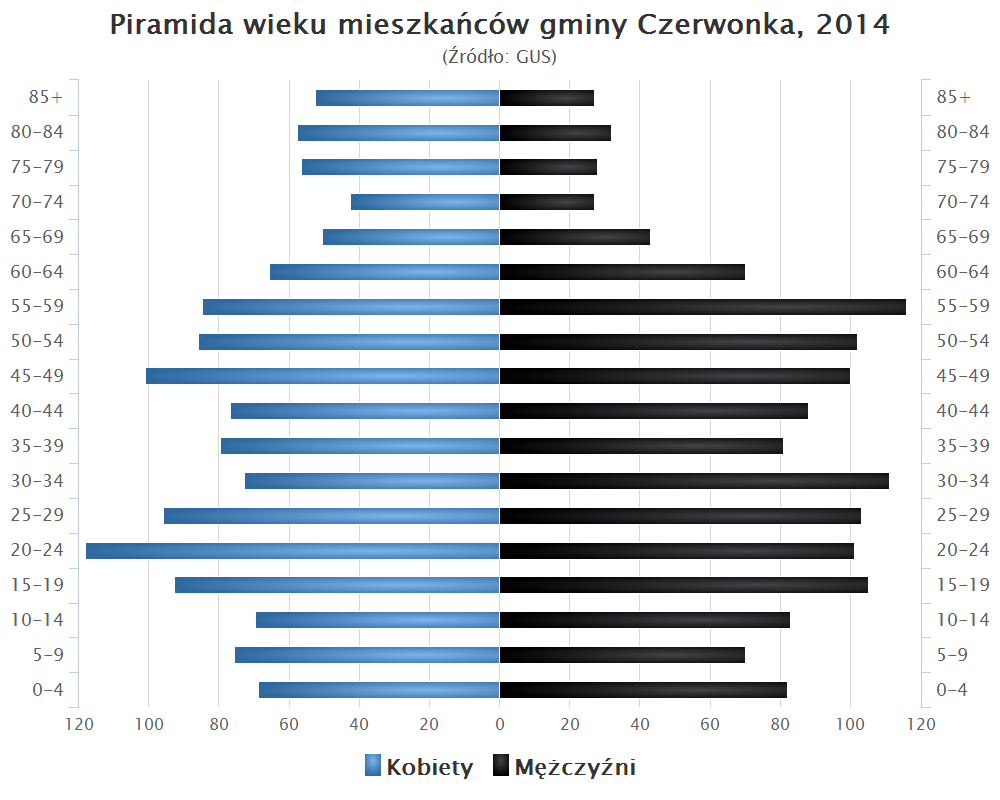
Piramida wieku mieszkańców gminy Czerwonka w 2014 roku

Dane z 30 czerwca 2004:
| Opis                              | Ogółem | Ogółem | Kobiety | Kobiety | Mężczyźni | Mężczyźni |
| --------------------------------- | ------ | ------ | ------- | ------- | --------- | --------- |
| jednostka                         | osób   | %      | osób    | %       | osób      | %         |
| populacja                         | 2630   | 100    | 1281    | 48,7    | 1349      | 51,3      |
| gęstość zaludnienia (mieszk./km²) | 23,8   | 23,8   | 11,6    | 11,6    | 12,2      | 12,2      |

## Sołectwa
Adamowo, Budzyno Walędzięta, Budzyno-Bolki, Budzyno-Lipniki, Cieciórki Szlacheckie, Ciemniewo, Czerwonka Włościańska, Dąbrówka, Guty Duże, Guty Małe, Jankowo, Janopole, Kałęczyn, Krzyżewo-Jurki, Krzyżewo-Marki, Lipniki, Mariampole, Perzanowo, Ponikiew Wielka, Sewerynowo, Soje, Tłuszcz, Ulaski.
Miejscowości niesołeckie:  
Cieciórki Włościańskie, Czerwonka Szlachecka, Nowe Zacisze, Sewerynowo (gajówka), Ulaski (leśniczówka), Wąski Las

## Sąsiednie gminy
Karniewo, Maków Mazowiecki, Młynarze, Płoniawy-Bramura, Różan, Rzewnie, Sypniewo, Szelków